# Francisco de Victoria
Francisco de Victoria nacido como Francisco de Vitória o bien Francisco de Vitoria  (Reino de Portugal, 1540 - Madrid, Corona de España, 9 de noviembre de 1592) fue un religioso dominico, que fuera elegido como primer obispo del Tucumán, desde 1578 hasta 1592.

## Biografía hasta la consagración episcopal

### Origen familiar y primeros años
Se conoce muy poco acerca de sus orígenes pero se supone que habría nacido en el Reino de Portugal y habría vivido su infancia en España. Su familia, si bien era castellana de origen, profesaba el judaísmo y tuvieron que convertirse al catolicismo tras la orden de expulsión de España. Este detalle de su religión originaria consta en las fuentes históricas de los jesuitas, ya que De Victoria declaró que tenía un parentesco con el padre Diego Laínez, segundo general de esa compañía que también era “cristiano nuevo”.

### Viaje al Perú e ingreso al sacerdocio dominico
Muy joven y en busca de fortuna se trasladó al Virreinato del Perú, donde trabajó en el comercio. Como no tuvo éxito con los negocios, en 1560 ingresó a la Orden de Predicadores donde cursó sus estudios y se ordenó como fraile dominico, obteniendo el título de maestro en Teología. Su compañero de noviciado, fray Reginaldo de Lizárraga, dijo de él que “era un varón docto y agudo”. Como era muy inteligente pronto recibió reconocimientos. Los dominicos de Perú lo enviaron a las cortes de Madrid y a Roma como su representante legal ante la Curia Romana.
Estando en esa función, y contando con importantes amigos, consiguió que el rey Felipe II lo presentara en 1577 como candidato a obispo de la diócesis del Tucumán, que había sido fundada en mayo de 1570 por el papa Pío V, pero aún no había logrado tener un obispo: tres sucesivos prelados fueron nombrados y consagrados obispos del Tucumán sin alcanzar a asumir el mando.

### Consagrado por el papa y viaje al Tucumán
Finalmente el papa Gregorio XIII lo preconizó en 1578 y fue consagrado obispo en Sevilla el 18 de noviembre de ese año. Ese mismo mes redactó el "Decreto de ejecución de la erección del obispado del Tucumán".
En 1579 regresó al Perú, y permaneció allí dos años, preparando su viaje a su obispado. Desde Lima designó administrador de la diócesis al padre Hernando Murillo. Como este tuvo un distanciamiento con el gobernador del Tucumán, Hernando de Lerma, el obispo Victoria envió al deán Francisco de Salcedo, como su delegado, quien también terminó distanciado con el gobernador y fue desterrado a Talavera junto a otros clérigos.
Francisco de Victoria se hizo cargo de la diócesis en 1582. La misma comprendía la totalidad de la gobernación del Tucumán, que por entonces incluía las actuales provincias de Jujuy, Salta, Tucumán, Santiago del Estero, Catamarca, La Rioja y Córdoba, más los actuales departamentos bolivianos de Tarija y el extremo sur del de Potosí.

## Obispo de Córdoba del Tucumán
A principios de 1582 ingresó al territorio tucumano por la localidad de Talina, cerca de Tupiza. Al arribar el obispo a Santiago del Estero, ciudad sede de la diócesis, el vecino Melchor de Villagómez y su esposa Ana de Córdoba, le ofrecieron alojarlo y lo aceptó. Esa vivienda se encontraba contigua a la Iglesia Mayor, frente a la plaza. Poco después se reunió con el gobernador del Tucumán, Hernando de Lerma, a quien acompañó en la fundación de Salta.
Pronto surgió un serio distanciamiento entre el propio obispo y el gobernador Lerma por conflictos de poder. De inmediato chocó con el abusivo gobernador, con quien tuvo discusiones muy encendidas, por lo que regresó rápidamente hacia la ciudad de Santiago del Estero, aprovechando la ausencia del gobernador.
En sus primeras actividades se destacó por el celo con que visitó las ciudades y trató de restaurar la moralidad entre los curas párrocos y los frailes. Construyó la primera catedral, una construcción muy sencilla.

### Conflictos con Lerma y acusaciones
Durante uno de sus conflictos con Lerma, el obispo ordenó suspender todos los oficios religiosos en toda la provincia, con lo que el gobernador amenazó con ejecutarlo.
En oportunidad del Concilio convocado en Lima, Victoria viajó a esa ciudad. Sin embargo, el gobernador Lerma envió a Lima al capitán Manuel Rodríguez Guerrero con la instrucción de gestionar ante el Concilio y ante el Virrey, para que no se le permitiese al obispo regresar al Tucumán, hasta que el rey lo resolviera. En efecto, los Cabildos de las ciudades de Santiago del Estero, San Miguel de Tucumán, Nuestra Señora de Talavera y Córdoba de la Nueva Andalucía otorgaron sendos poderes al capitán Manuel Rodríguez Guerrero, para que se constituyera en la ciudad de Los Reyes y presentado ante el Virrey del Perú y ante el Santo Concilio, “contradiga la venida a estas provincias del señor obispo de ellas, don fray Francisco de Victoria”.
El poder le autorizaba a pedir que “no se permita ni consienta en manera alguna se dé lugar al obispo de Victoria para que pudiese regresar ni entrar en ellas, teniendo en consideración a las muchas inquietudes y desasosiegos que el dicho señor obispo en su condición ha tenido y causado en su obispado en el poco tiempo que en ella ha estado y residido…”. Todas las ciudades de la gobernación se oponían al regreso de Victoria. Sin embargo, a Lerma no le fue bien en la gestión y desde Lima se redoblaron los esfuerzos para destituir al tirano gobernador. La Real Audiencia de Charcas decretó la prisión de Rodríguez Guerrero, y más tarde la prisión del mismo gobernador. Victoria por su parte hizo saber al rey que los informes de los Cabildos, habían sido falsos, ya que todos fueron dados a petición del gobernador.
El obispo intentó resolver sus conflictos acusando al gobernador Lerma de judaizante; la denuncia nunca llegó a la sede de la Inquisición en Lima, que en cambio recibió una acusación de parte del Diego Pedrero de Trejo, chantre de la catedral de Santiago del Estero, que en una nota de diciembre de 1582 acusaba al obispo de fornicación con una mujer llamada Ana López de Herrera en la sacristía. Se supone que la denuncia fue una venganza de Lerma o de los numerosos curas y frailes a los que el obispo había castigado, pero en todo caso llevó a una serie de intercambios de acusaciones mutuas entre el obispo y los inquisidores, que hicieron imposible continuar la investigación.
La situación se complicó aún más con una segunda acusación contra Victoria, de marzo de 1583, en que el bachiller Suárez de Rendo acusaba al obispo de judaizante por ser pariente de Martín Hernández, un judío condenado por la Inquisición de Granada. Pero esta segunda acusación resultó demasiado para los inquisidores, que enviaron todos los expedientes a España, con lo que las actuaciones se pospusieron durante años; nunca habría juicio formal alguno, ni condena.
Francisco de Victoria asistió al concilio provincial en Lima, al que llegó a principios de 1583, cuando este ya había comenzado. El arzobispo Toribio de Mogrovejo intentó utilizar el concilio para moralizar de forma general al clero e imponer a la arquidiócesis las conclusiones del Concilio de Trento. Sin embargo la totalidad de los obispos se le opusieron en una serie de cuestiones menores, en lo que Victoria llevó la principal voz opositora. No obstante, el arzobispo logró hacer aprobar una larga serie de medidas en consonancia con el Concilio de Trento.
Durante su estadía en Lima, considerando que los misioneros dedicados a evangelizar a los indígenas eran claramente insuficientes —a pesar del aporte de los frailes dominicos— invitó a los jesuitas a instalarse en la provincia a través de su provincial Baltasar de Piñas. Este envió a los padres Francisco de Angulo y Alonso de Barzana.
En 1585, al no ser más gobernador Lerma, pudo regresar a Santiago del Estero. Lerma fue arrestado por las crueldades aplicadas contra los españoles del Tucumán. El nuevo gobernador, Juan Ramírez de Velasco, intentó mejorar las relaciones con el obispo, pero cuando le negó repetidos pedidos de caballos y comida, este lo excomulgó.

### Operaciones comerciales en Sudamérica
Cuando Victoria viajó al Sínodo de Lima, lo hizo con la idea de no regresar más al Tucumán. En efecto, en 1584 y desde Lima, envió al rey Felipe II su renuncia. Argumentaba no tener ya fuerzas, que la extensión de su diócesis era enorme, que no tenía más de cinco clérigos –cuando necesitaba unos cien– que en ella se hablaban más de veinte lenguas, unos 150 000 habitantes, de los cuales 25 000 eran cristianos; informaba de la suma pobreza de la tierra y escasez de los diezmos. Victoria callaba el motivo primordial de su renuncia: no había nacido para ser pastor, su temperamento apuntaba más a lo material y económico, más a las empresas comerciales que a lo espiritual del apostolado.
Toribio de Mogrovejo, para entonces arzobispo de Lima, le informó al rey Felipe II que “se serviría mucho a Nuestro Señor aceptarle la renuncia al obispo, porque él no se aplica a cosa de ella, sino a otras muy diferentes”. Y agregó que Victoria “había tomado lo que no era suyo, con ánimo diabólico, alborotando a esa república [...] como disipador de la paz cristiana”.
Nuevamente en 1585 presentó su renuncia al cargo de obispo, aduciendo problemas de salud y económicos; la renuncia presumiblemente nunca llegó a la corona española o a la Curia Romana. Se trasladó a la ciudad de Buenos Aires con una caravana de carretas cargadas con mercaderías artesanales elaboradas en el Tucumán, para exportarlas a las colonias portuguesas del Brasil. En 1585 zarpó del puerto de Buenos Aires hacia el Brasil la carabela San Antonio, cargada de lienzos, frazadas, cordobanes, sobrecamas y sombreros. Escondidas entre las piezas textiles viajaban también varias barras de plata, cuya exportación estaba explícitamente prohibida por la Corona.
Simultáneamente pidió al Brasil el envío de los primeros misioneros jesuitas —los padres Angulo y Barzana no eran suficientes para la extensa diócesis— y logró finalmente la llegada de otros cinco misioneros de esa orden, que arribaron a Córdoba en 1587. Con ellos hizo una amplia visita entre los pueblos indígenas del sur de su diócesis, y más tarde fundó la primera escuela de la provincia.
El 20 de enero de 1587 cuando venían de viaje desde Brasil los jesuitas que había mandado a buscar el obispo, y traían consigo libros, reliquias de santos, imágenes, campanas, hierros, calderas de cobre, hacienda, otros bienes tanto de propiedad del obispo como de particulares, y unos esclavos negros, fueron atacados por tres barcos corsarios ingleses. El buque que había viajado al Brasil, y que regresaba con gran cantidad de mercaderías necesarias en el Tucumán, fue interceptado por el pirata inglés Thomas Cavendish, que se apoderó del cargamento: efectos varios de metal y 120 esclavos; el buque fue desmantelado y los prisioneros —incluidos la mitad de los esclavos— fueron liberados en la costa patagónica y debieron regresar caminando a Buenos Aires.
El obispo no escarmentó con el robo a sus navíos. Como comerciante nato que era, sabía Victoria que la constancia era el mejor medio para triunfar y antes de los cinco meses volvió a enviar a uno de sus navíos a Brasil para que volviese cargado de mercancías y de esclavos.
El contrabando fue denunciado a la Corona por el gobernador Ramírez de Velasco, a quien Victoria volvió a excomulgar. La denuncia no obtuvo respuesta alguna por parte de la Real Audiencia de Lima.
Mientras tanto, Victoria se concentró en la producción de alimentos y textiles; obtuvo una gran cantidad de indígenas en encomienda, los que produjeron gran cantidad de tejidos y harina de trigo, y recolectaron gran cantidad de miel y cera silvestre. De este modo esperaba poder reunir recursos económicos para su diócesis, por lo demás muy pobre ya que el diezmo apenas alcanzaba para sostener las parroquias. Ramírez de Velasco informaba repetidamente al gobierno que el obispo se ocupaba solamente de hacer negocios.
El 2 de septiembre de 1587 zarpó por segunda vez la carabela San Antonio rumbo a Brasil, con un nuevo cargamento y unos 40 000 pesos plata. Francisco de Victoria envió desde el Tucumán al puerto de Buenos Aires 30 carretas que contenían 650 varas de sayal, 680 de lienzo, 526 de cordovanes, 38 frazadas, 212 sombreros, 160 arrobas de lana, 180 costales, 25 pellones y 51 sobrecamas. Desde el año 1941, en recuerdo de esa fecha en que se llevó a cabo la primera exportación de productos industrializados de la región, el 2 de septiembre se celebra el Día de la Industria en la Argentina. Pero no solamente no fue la primera exportación desde la actual Argentina —la mercadería nunca llegó a destino—, sino que además la exportación iba acompañado por un importante contrabando de plata.
A los tres días de su partida, el buque naufragó en la costa de la Banda Oriental y la carga fue saqueada por indígenas, quizá charrúas o guaraníes. El gobernador de Buenos Aires, Juan de Torres Navarrete, lanzó una campaña para recuperar la mercadería de manos de los indígenas, que fueron masacrados. Pero no devolvió la carga al obispo, sino que se la quedó para sí mismo.
El 13 de enero de 1588 el licenciado Cepeda, presidente de la Audiencia de Charcas, informó al monarca que el obispo del Tucumán había sido el primero en abrir caminos y enviar mercancía de su obispado y del Río de la Plata hacia el Brasil. “Entiendo que es demérito por haberlo hecho sin la licencia de Vuestra Majestad y por haber mostrado aquella entrada en este reino a los que no lo sabían y que será causa de que no sea tan frecuentado el viaje por tierra firme" informaba Cepeda.
En 1589 envió un tercer cargamento al Brasil, que finalmente tuvo éxito y regresó con un cargamento de esclavos que le redituó más de 6000 pesos plata.
De todos modos, el obispo se había trasladado con gran cantidad de sus indígenas a Potosí, donde permaneció hasta 1590. Luego regresó a Santiago del Estero por unos días. Había invertido 12 000 pesos en las obras de la catedral y del seminario. Cuando regresó a Santiago del Estero, el gobernador Juan Ramírez de Velasco ordenó bloquear todos los caminos y no dejarle pasar, ni a él ni a sus carretas y ni a sus indígenas. Finalmente hubo un avenimiento y lo dejaron proseguir, pero estuvo en Santiago del Estero solo diez días durante, los cuales tuvo tiempo de volver a excomulgar a Ramírez de Velasco. Luego continuó rumbo a Córdoba y de allí a Buenos Aires, y más tarde a Brasil en misión estrictamente comercial, desde donde despachó mercaderías para Santiago del Estero y al Perú.

### Retorno a España y fallecimiento
De allí siguió a España, donde pasó los dos años siguientes en los conventos dominicos de Jaén y Madrid, intentando que su renuncia fuera aceptada. Sin haberlo logrado, Victoria falleció el 9 de noviembre de 1592, tras lo cual se comunicó a fray Hernando de Trejo y Sanabria que debía presentarse como nuevo obispo de la diócesis del Tucumán por fallecimiento de su titular. Monseñor Francisco de Victoria era devoto de la Virgen de Nuestra Señora de Atocha y la muerte lo sorprendió mientras residía en ese convento.
En 1595 fueron descubiertas en las aguas del Callao dos cajas flotando a la deriva, que contenían sendas imágenes de Jesucristo y la Virgen María cuya talla había sido encargada por el obispo Victoria. Las misteriosas imágenes —nunca se supo qué buque las había cargado, ni qué había sido de él— fueron instaladas en la iglesia matriz de Salta, y en 1592 protagonizaron un segundo hecho misterioso durante un terremoto, por lo que pasaron a conocerse como el Señor y Virgen del Milagro. En la actualidad, son veneradas en la catedral de Salta.

## Legado y crítica
Fue mérito del obispo Francisco de Victoria la llegada al Tucumán de los miembros de la Compañía de Jesús. Su obra fue extraordinaria en la educación y evangelización. Ellos tuvieron a cargo las reducciones, las misiones, las primeras escuelas y seminarios.
Además de todo esto, el obispo tuvo fama de auténtico mercader y de prototipo de hombre de negocios. Por lo general, todas las denuncias que partieron desde el Tucumán hacia Lima y Madrid tenían ese tenor. En Santiago del Estero se lo recuerda fundamentalmente por ser él el precursor de las exportaciones.  Como la primera exportación de la Argentina salió desde el territorio de Santiago del Estero y con productos locales (fue al Brasil en fecha 2 de septiembre de 1587), por ese motivo en esa fecha se conmemora el Día de la Industria en Argentina.
Otro mérito que hay que reconocer a este prelado es que descubrió que para proveerse de ciertos productos de origen europeo que se recibían en América vía tierra firme-Panamá, y a precios muy altos, resultaba más conveniente traerlos desde Brasil. Y que al mismo tiempo, era factible colocar las manufacturas y productos agropecuarios del Tucumán en ese país. Evidentemente Victoria fue un hábil comerciante y con justeza se lo llamó “el padre del comercio argentino-brasileño”.
Entre sus críticos se encuentra el historiador Cayetano Bruno, que afirmó:

Ningún obispo, sin disputa, ni del Río de la Plata ni del Tucumán, suscitó junto a sí tanta animadversión y repulsa en toda la época española, como el obispo Victoria. La única defensa de su actuación que aparece en documentos es la que él mismo hace de sí. Sus contemporáneos lo denigraron.

Otro que expresó conceptos muy duros para con él fue Ramón José Cárcano:

El obispo despertó repugnancias, no sólo cobraba los diezmos sino que también los novenos del rey; imponía multas, guardando el producido de ellas para sí; pidió limosnas para construir varias iglesias, y sus importes los destinó para su fortuna particular; pedía hacienda y frutos del país y los exportaba por su cuenta al Perú, en competencia con los mercaderes e indios; este sistema de acumulación produjo en Victoria opulentos resultados.

Por último, el historiador Felipe Pigna también afirmó:

Para homenajear a la industria nacional, se eligió la conmemoración de un hecho delictivo, concretamente un episodio de contrabando, el barco fletado por fray Victoria transportaba tejidos y bolsas de harina producidos por la industria santiagueña, pero que dentro de esas bolsas iban camufladas varios kilos de barras de plata de Potosí cuya exportación estaba prohibida por Real Cédula. Esa primera exportación argentina encubrió un acto de contrabando y comercio ilegal”.